# Greedy (песня Арианы Гранде)
«Greedy» (с англ. — «Ненасытная») — сингл американской певицы Арианы Гранде, выпущенный на Apple Music 14 мая 2016 года с её третьего студийного альбома Dangerous Woman.

## Критика
Критик с сайта Sputnikmusic назвал песню тщательно отшлифованной и невероятно задорной. Льюис Корнер из Digital Spy описал сингл как блестящий диско-поп.
Ауэн Морленд из Pitchfork посчитал сингл одним из самых ярких в альбоме. Дженна Игнери из журнала Nylon описала сингл так: 
«Greedy» — это всё то, что можно было бы ожидать от миниатюрной поп-принцессы. Сингл задорный и броский, он очень хорошо отражает характер Арианы Гранде. Нет никаких сомнений, что он заставит вас танцевать всё лето.

## Чарты
| Чарт (2016)                            | Позиция |
| -------------------------------------- | ------- |
| Франция (SNEP)                         | 194     |
| Португалия (AFP)                       | 86      |
| South Korea International Chart (Gaon) | 18      |
| Великобритания (OCC UK Singles)        | 113     |

## Сертификации
| Регион                                                                      | Сертификация | Продажи |
| --------------------------------------------------------------------------- | ------------ | ------- |
| Великобритания (BPI)                                                        | Серебряный   | 200 000 |
| Данные о продажах + прослушиваниях приведены только на основе сертификации. |              |         |